# 구사카베 기에
구사카베 기에(일본어: 日下部 基栄, 1978년 10월 11일~)는 일본의 전직 유도 선수이다. 2000년 하계 올림픽에서 여자 라이트급 동메달을 획득했으며 세계 선수권 대회}에셔 동메달 1개, 아시안 게임에서 은메달 1개, 동메달 1개를 획득했다. 